# Herbert Salu
Herbert Salu (bis 1936 Herbert Akatsius Sallo, * 2. Novemberjul. / 15. November 1911greg. in Küti (Vinni); † 1. Oktober 1988 in Lund (Schweden)) war ein estnischer Literaturwissenschaftler, Essayist und Schriftsteller.

## Leben
Salu besuchte von 1919 bis 1925 verschiedene Schulen und lernte von 1925 bis 1931 am Lehrerseminar in Rakvere. Nach dem dortigen Abschluss war er bis 1942 im Schuldienst tätig, studierte ab 1935 nebenbei aber auch an der Philosophischen Fakultät der Universität Tartu. Hier machte er 1943 seinen Magister mit einer Arbeit zur Rolle der Folklore im Werk von Anton Hansen Tammsaare.
Im Februar 1944 floh Salu nach Finnland und von dort 1945 weiter nach Schweden. Hier studierte er von 1947 bis 1952 an der Universität Lund und schloss mit einem Lizenziat in Ethnologie ab. Im Anschluss daran hielt er sich als Stipendiat in den USA und der Bundesrepublik Deutschland auf. Von 1962 bis 1964 studierte er an der Universität Turku estnische und Weltliteratur und wurde dort mit einer Arbeit zu den historischen Romanen von Eduard Vilde zum Dr. phil. promoviert.
In Schweden arbeitete Salu im Archivwesen in Karlstad, Uppsala und Lund, bevor er von 1956 bis 1962 an der Universitätsbibliothek in Lund eine Stellung fand. Danach war er von 1961 bis 1969 Estnischdozent an den Universitäten von Turku und Tampere. Von 1969 an bekleidete er mit kurzen Unterbrechungen eine Dozentenstellung an der Universität von Lund. Eine Bewerbung auf eine Professur in Finnland blieb erfolglos.

## Forschungstätigkeit
Durch seine Arbeit in den schwedischen Archiven kam Salu mit reichhaltigem Material aus dem 17. und 18. Jahrhundert in Berührung. Daher bildete diese Frühphase der estnischen Literatur einen Schwerpunkt seiner wissenschaftlichen Tätigkeit. In meist kurzen und in einem essayistischen Stil verfassten Studien behandelte er zahlreiche Detailfragen. Die Ergebnisse veröffentlichte er in der Regel gebündelt in Artikelsammlungen, teilweise aber auch in literarischen Zeitschriften.
Einen zweiten Schwerpunkt bildeten Untersuchungen zu einzelnen Personen und deren Werk. So liegen von Herbert Salu Monographien zu den Schriftstellern Eduard Vilde, Albert Kivikas, und Friedrich Wilhelm von Willmann vor. Viele weitere sind in kleineren Beiträgen behandelt worden.
Schließlich hat Salu sich auch den externen Verflechtungen der estnischen Literatur zugewandt und beispielsweise eine umfangreiche Studie zur Schiller-Rezeption in Nord- und Nordost-Europa vorgelegt.

## Schriftstellerisches Werk
Erste Gedichte publizierte Salu bereits 1932 in Zeitschriften, später wandte er sich aber vor allem der Literaturwissenschaft zu. Als Nebenprodukt seiner Befassung mit der älteren estnischen Literatur können seine fünf historischen Romane betrachtet werden, bei denen stets Personen aus der estnischen Kulturgeschichte zentral stehen: Reiner Brocmann (in Lasnamäe lamburid und Siiditee serval), Ignati Jaak (in Õnneraha), Käsu Hans (in Surmatrummid ja pajupill) und Johann Köler (in Talvepaleest Lubjasaarele) vor. Außerdem ist posthum ein Band mit Jugenderinnerungen und Reisebeschreibungen erschienen.
Die Kritik hat seine historischen Romane zurückhaltend beurteilt, auch wenn ihnen ein „menschenfreundlicher tragischer Optimismus“ zugeschrieben wird. Andererseits ist festgestellt worden, die Darstellung der Personen sei „schwarz-weiß“. Bisweilen ist darauf hingewiesen worden, dass in Salus historischen Romanen das Wort „historisch“ mehr Gewicht habe als das Wort „Roman“, dass es sich also um historische Untersuchungen handele, die im Gewande eines Romans daherkommen. Auch dominiere in ihnen ein „traditionelles Geschichtsbild“, das sich von der zeitgenössischen estnischen Prosa deutlich unterscheidet. So betrachtet ist seine Bedeutung als Literaturwissenschaftler sicherlich höher einzuschätzen.

## Bibliographie